# Heterotrichoncus
Heterotrichoncus Wunderlich, 1970 è un genere di ragni appartenente alla famiglia Linyphiidae.

## Distribuzione
L'unica specie oggi attribuita a questo genere è stata reperita in Austria, Slovacchia e Repubblica Ceca.

## Tassonomia
A dicembre 2011, si compone di una specie:
- Heterotrichoncus pusillus (Miller, 1958)[3] — Austria, Repubblica Ceca, Slovacchia